# Klabat
Klabat (indonez. Gunung Klabat) – wygasły wulkan w Indonezji na wyspie Celebes; zaliczany do stratowulkanów; wysokość 1995 m n.p.m. – jest najwyższym wulkanem na wyspie Celebes.
Leży na wschodnim krańcu półwyspu Minahasa na zachód od miasta Bitung oraz na wschód od miasta Manado. W jego kraterze o wymiarach 170 × 250 m znajduje się płytkie jezioro.